# Wolfgang Kenntemich
Wolfgang Kenntemich (* 28. Oktober 1946 in Köln) ist ein deutscher Journalist und war von 1991 bis 2011 Chefredakteur Fernsehen des Mitteldeutschen Rundfunks (MDR).

## Biografie
Vor dem Abitur schrieb Kenntemich zeitweilig als Chefredakteur der Schülerzeitung Splitter am Staatlichen Gymnasium St. Nepomuk (heute Gymnasium Nepomucenum Coesfeld).
Nach dem Abitur 1966 arbeitete Kenntemich freiberuflich bei der Allgemeinen Zeitung, ebenfalls in Coesfeld. Danach wurde er Offizier auf Zeit bei der Bundeswehr, u. a. als Presse- und Jugendoffizier. Von 1970 bis 1973 war er bei den Westfälischen Nachrichten in Münster als politischer Redakteur tätig. 1973 wechselte er zur Nachrichtenagentur ddp, deren Chefredakteur er 1979 wurde. Für den Axel-Springer-Verlag war er ab 1983 in Bonn als Büroleiter u. a. für Bild und Bild am Sonntag tätig. Bevor er 1991 zum Fernsehen wechselte, arbeitete er bei Gruner + Jahr als Chefkorrespondent. Nach einer kurzen Zeit beim Bayerischen Rundfunk ging er im November 1991 zum wiedergegründeten MDR und war dort bis zu seinem Ruhestand 2011 als Chefredakteur Fernsehen tätig.
Wolfgang Kenntemich ist Honorarprofessor der Universität Leipzig, an deren Institut für Kommunikations- und Medienwissenschaft er seit 2004 unterrichtet. Anfang 2013 gründete er das EIQ Europäisches Institut für Qualitätsjournalismus in Leipzig als gemeinnützigen Verein. 2019 berichtete die Bild, Kenntemich sei als Lobbyist für RT Deutsch tätig und unterstütze den bisherigen Internetsender bei dessen Bemühungen, eine Sendelizenz zu erhalten. Laut der Süddeutschen Zeitung vom 10. Januar 2019 dementierte Kenntemich, dass er einen Posten bei Russia Today habe.

## Auszeichnung
1998 erhielt Wolfgang Kenntemich zusammen mit Sigmund Gottlieb den Hans-Klein-Medienpreis der Fernseh Akademie Mitteldeutschland.